# Niger
Niger, oficial Republica Niger (în franceză République du Niger), este o țară din Africa de Vest, fără ieșire la mare, denumită astfel după fluviul Niger. Nigerul se mărginește cu Nigeria și Benin la sud, cu Burkina Faso și Mali la vest, cu Algeria și Libia la nord și cu Ciad la est. Nigerul acoperă o suprafață de aproape 1.270.000 km², fiind a doua țară ca mărime fără ieșire la mare din Africa de Vest, după Ciad. Peste 80% din suprafața sa se află în deșertul Sahara. Populația predominant musulmană a țării de aproximativ 22 de milioane de locuitori trăiește în mare parte în grupuri în sudul și vestul îndepărtat al țării. Capitala, și cel mai mare oraș al țării, este Niamey, situat în partea sud-vestică a Nigerului. 
Niger este o țară mai puțin dezvoltată, care se situează în mod constant aproape de ultimul loc în Indicele dezvoltării umane (IDU) al Națiunilor Unite; a fost clasat pe locul 187 din 188 de țări în 2015 și pe locul 189 din 189 de țări în rapoartele din 2018 și 2019. Multe dintre porțiunile nedeșertice ale țării sunt amenințate de secetă periodică și deșertificare. Economia este concentrată în jurul agriculturii de subzistență, realizându-se agricultură de export în sudul mai fertil și exportându-se materii prime, în special minereu uranifer. Nigerul se confruntă cu provocări serioase pentru dezvoltare din cauza poziției sale fără ieșire la mare, a terenului deșertic, a agriculturii ineficiente, a ratelor ridicate de fertilitate fără control al nașterii și a suprapopulării care rezultă, a nivelului scăzut de educație și a sărăciei populației sale, a lipsei infrastructurii, a asistenței medicale precare și a mediului care se degradează. Resursele principale sunt: aurul, fierul, cărbunele, uraniul și petrolul. Suprafața țării este constituită în proporție de 80% din deșerturile Sahara și Sahel, numai în sud existând o zona propice locuirii. Accesul la apă constituie o problemă pentru majoritatea populației.
Societatea nigeriană reflectă o diversitate extrasă din istoria lungă și independentă a mai multor grupuri etnice și regiuni și perioada lor relativ scurtă de a trăi într-un singur stat. Din punct de vedere istoric, ceea ce este acum Niger a fost la periferia mai multor state mari. De când au obținut independența, nigerienii au trecut prin cinci constituții și trei perioade de guvernare militară. După lovitura militară din 2010, Nigerul a devenit un stat democratic, multi-partit. Majoritatea populației trăiește în zonele rurale și are acces redus la educație avansată.

## Etimologie
Numele țării provine de la fluviul Niger care curge prin vestul țării; Originea numelui râului este incertă, deși o teorie populară este că acesta provine din limbile tuarege n'eghirren, adică „apă curgătoare”.

## Istorie

### Preistorie
Oamenii au locuit pe teritoriul Nigerului modern de milenii; unelte de piatră, unele datând încă din 280.000 î.Hr., au fost găsite în Adrar Bous, Bilma și Djado, în nordul Regiunii Agadez. Unele dintre aceste descoperiri au fost legate de culturile de unelte Aterian și Musteriană din perioada paleoliticului mijlociu, care au înflorit în nordul Africii în jurul anilor 90.000 î.Hr.–20.000 î.Hr. Se crede că acești oameni timpurii au trăit un stil de viață de vânător-culegător. În vremurile preistorice, clima deșertului Sahara era mult mai umedă și mai fertilă decât este astăzi, un fenomen pe care arheologii îl numesc „Sahara Verde”, care a oferit condiții favorabile pentru vânătoare și mai târziu pentru agricultură și creșterea animalelor.
Epoca neolitică a început în jurul anului 10.000 î.Hr.; această perioadă a cunoscut o serie de schimbări importante, cum ar fi introducerea ceramicii (după cum s-a dovedit la Tagalagal, Temet și Tin Ouffadene), răspândirea creșterii vitelor și îngroparea morților în tumuli de piatră. Pe măsură ce clima s-a schimbat în perioada 4000–2800 î.Hr., Sahara a început treptat să se usuce, forțând o schimbare a modelelor de așezări spre sud și est. Agricultura a devenit larg răspândită, în special plantarea de mei și sorg, precum și producția de ceramică. Elementele din fier și cupru apar pentru prima dată în această eră, cu descoperiri timpurii, inclusiv cele de la Azawagh, Takedda, Marendet și în masivul Termit. Culturile Kiffian (circa 8000–6000 î.Hr.) și mai târziu Tenerian (circa 5000-2500 î.Hr.), centrate pe Adrar Bous și Gobero, unde au fost descoperite numeroase schelete, au înflorit în această perioadă.
Spre sfârșitul acestei perioade, până în primele secole d.Hr., societățile au continuat să crească și să devină mai complexe, cu diferențieri regionale în practicile agricole și funerare. O cultură notabilă a acestei perioade târzii este cultura Bura (circa 200–1300 d.Hr.), numită după situl arheologic Bura unde a fost descoperită un mormânt plin cu multe statuete din fier și ceramică. Epoca neolitică a cunoscut și înflorirea artei rupestre sahariane, mai ales în Munții Aïr, Masivul Termit, Podișul Djado, Iwelene, Arakao, Tamakon, Tzerzait, Iferouane, Mammanet și Dabous; arta se întinde pe perioada 10.000 î.Hr. până în 100 d.Hr. și înfățișează o serie de subiecte, de la fauna variată a peisajului până la reprezentări ale figurilor purtătoare de sulițe numite „războinici libieni”.

### Imperii și regate în Nigerul pre-colonial
Cunoașterea istoriei timpurii a Nigerului este limitată de lipsa surselor scrise, deși se știe că cel puțin în secolul al V-lea î.Hr. teritoriul Nigerului modern a devenit o zonă de comerț trans-saharian. Conduse de triburile tuaregilor din nord, cămilele au fost folosite ca mijloc de transport bine adaptat prin ceea ce era acum un imens deșert. Această mobilitate, care avea să continue în valuri timp de câteva secole, a fost însoțită de o migrație ulterioară spre sud și amestecul populațiilor din Africa sub-sahariană și cea nord-africană, precum și de răspândirea treptată a islamului. A fost, de asemenea, ajutată de invazia arabă a Africii de Nord la sfârșitul secolului al VII-lea, care a dus la mișcări ale populației spre sud. Mai multe imperii și regate au înflorit în Sahel în această epocă. Istoria lor nu se încadrează ușor în granițele moderne ale Nigerului, care au fost create în perioada colonialismului european; următoarele adoptă o relatare aproximativ cronologică a principalelor imperii.

#### Imperiul Mali (anii 1200-1400)
Imperiul Mali a fost un imperiu Mandinka fondat de Sundiata Keita (care a domnit între 1230–1255) în jurul anului 1230 și a existat până în 1600. După cum se relatează în Epopeea lui Sundiata, Mali a apărut ca o regiune separatistă a Regatului Sosso, care el însuși se desprinsese din Regatul Ghana. Ulterior, Mali a învins regatul Sosso în bătălia de la Kirina în 1235 și apoi Ghana în 1240. Din mijlocul regiunii moderne de graniță Guineea-Mali, imperiul s-a extins considerabil sub regii succesivi și a ajuns să domine rutele comerciale transsahariene, atingând cea mai mare amploare în timpul domniei lui Mansa Musa (a domnit între 1312–1337). În acest moment, părți din ceea ce este acum regiunea Tillabéri din Niger au căzut sub dominația maliană. Un musulman, Mansa Musa a săvârșit hajj-ul în 1324–25 și a încurajat răspândirea islamului în imperiu, deși se pare că majoritatea cetățenilor obișnuiți au continuat să-și mențină credințele animiste tradiționale în locul sau alături de noua religie. Imperiul a început să decadă în secolul al XV-lea din cauza unei combinații de lupte intestine asupra succesiunii regale, regi slabi, deplasarea rutelor comerciale europene către coastă și rebeliuni la periferia imperiului din partea popoarelor Mossi, Wolof, Tuareg și Songhai. Cu toate acestea, un regat din Mali a continuat să existe până la sfârșitul anilor 1600.

#### Imperiul Songhai (anii 1000-1591)

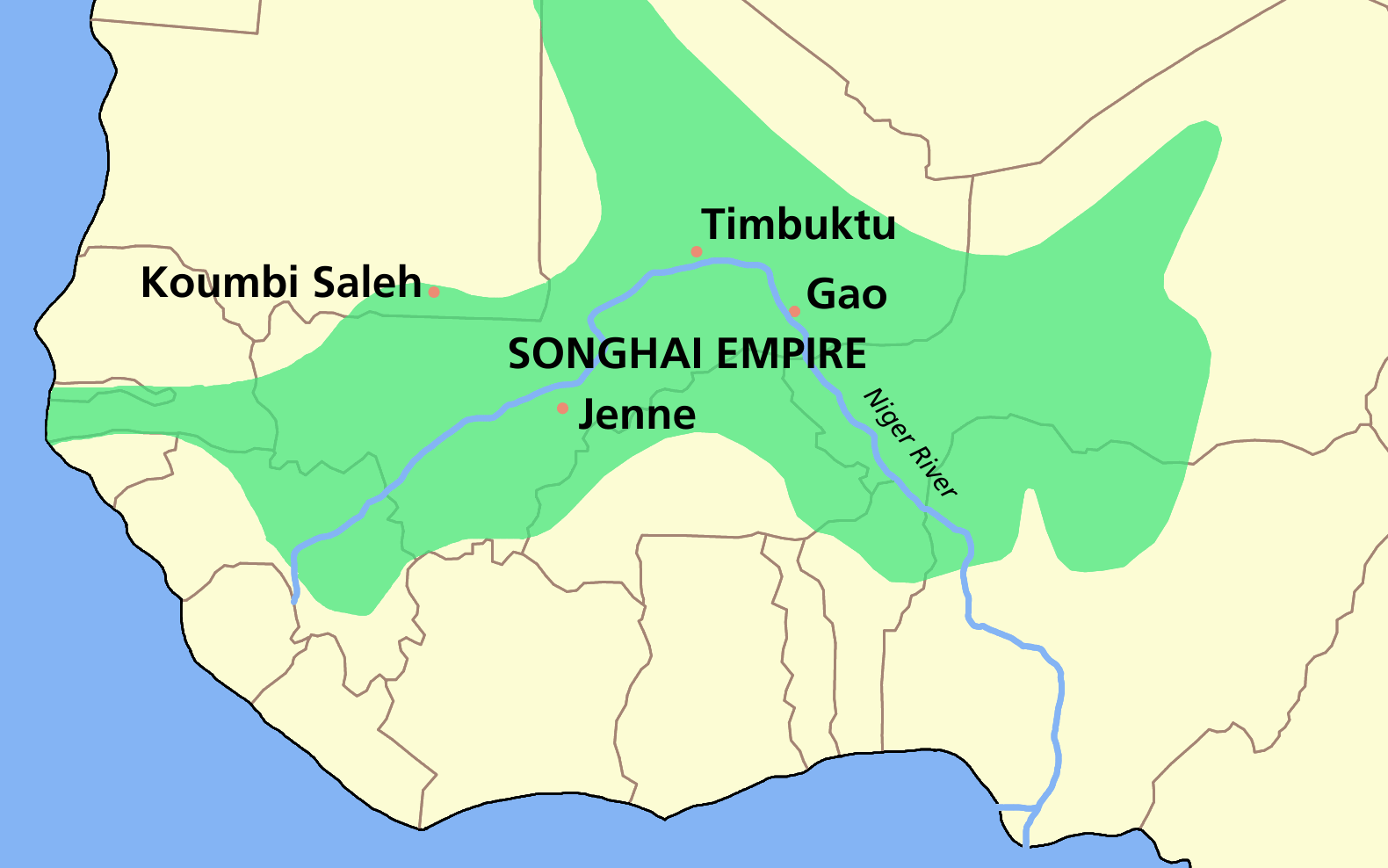
Harta imperiului Songhai suprapusă peste granițele moderne

Imperiul Songhai a fost numit după grupul său etnic principal, Songhai sau Sonrai, și a fost centrat pe cotul râului Niger în Maliul modern. Songhai a început să așeze în această regiune din secolele al VII-lea până la al IX-lea; la începutul secolului al XI-lea Gao (capitala fostului Regat Gao) devenise capitala imperiului. Din 1000 până în 1325, Imperiul Songhai a prosperat și a reușit să mențină pacea cu Imperiul Mali, puternicul său vecin din vest. În 1325, Songhai a fost cucerit de Mali până și-a recâștigat independența în 1375. Sub regele Sonni Ali (care a domni între 1464–1492), Songhai a adoptat o politică expansionistă care a atins apogeul în timpul domniei lui Askia Mohamed I (anii de domnie 1493–1528); în acest moment, imperiul se extinsese considerabil din inima sa din regiunea cotului Nigerului, inclusiv spre est, unde o mare parte din vestul modern al Nigerului a căzut sub stăpânirea sa, inclusiv Agadez, care a fost cucerită în 1496. Cu toate acestea, imperiul nu a putut rezista atacurilor repetate din partea dinastiei Saadi din Maroc și a fost învins decisiv în bătălia de la Tondibi în 1591; Imperiul s-a dizolvat apoi într-un număr de regate mai mici.

#### Sultanatul Aïr

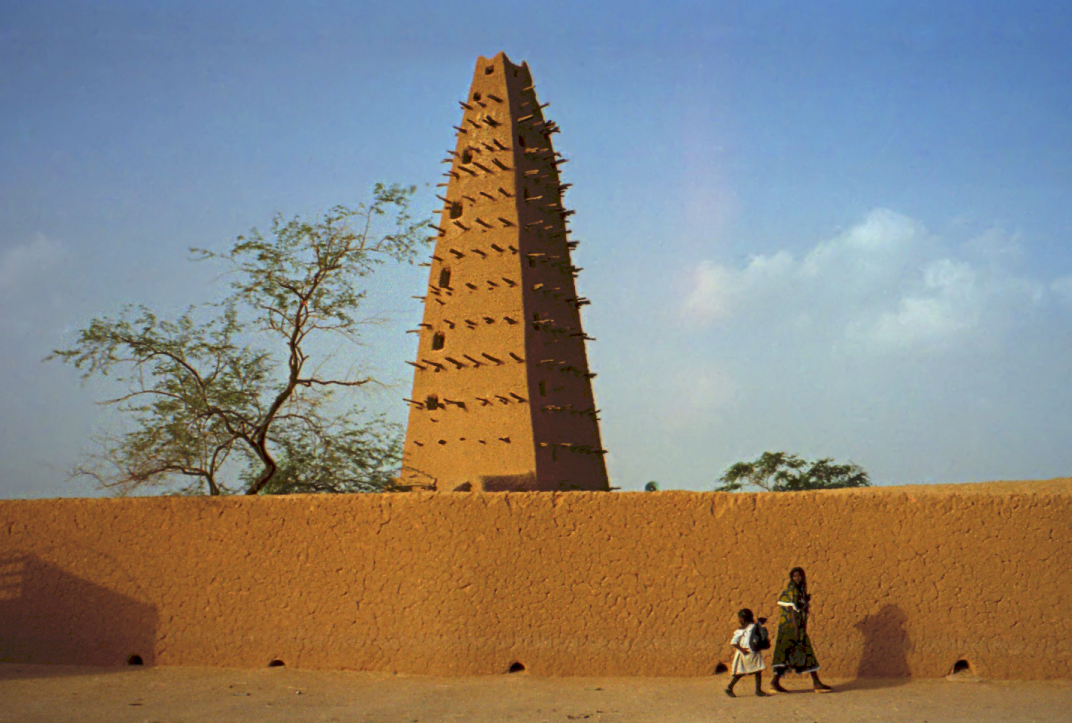
Marea Moschee din Agadez

În aproximativ 1449, în nordul a ceea ce este acum Niger, Sultanatul Aïr a fost fondat de sultanul Ilisawan, cu sediul în Agadez. Fost mic post comercial locuit de un amestec de populații hausa și tuaregi, sultanatul s-a îmbogățit datorită poziției sale strategice pe rutele comerciale transsahariene. În 1515, Aïr a fost cucerit de Songhai, rămânând o parte a acelui imperiu până la prăbușirea sa în 1591. Următoarele secole prezintă o imagine oarecum confuză, deși se pare că sultanatul a intrat într-un declin marcat de războaie intestine și conflicte de clanuri. Când europenii au început să exploreze regiunea în secolul al XIX-lea, o mare parte din Agadez era în ruine și a fost preluată, deși cu dificultate, de francezi.

#### Imperiul Kanem-Bornu (anii 700-1700)
La est, Imperiul Kanem-Bornu a dominat regiunea din jurul lacului Ciad pentru o mare parte din această perioadă. A fost fondat de către populația Zaghawa în jurul secolului al VIII-lea și avea sediul în Njimi, la nord-est de lac. Regatul s-a extins treptat, mai ales în timpul dinastiei Sayfawa care a început în aproximativ 1075 sub conducerea Mai (regele) Hummay. Regatul a atins cea mai mare întindere în anii 1200, în mare parte datorită efortului lui Mai Dunama Dibbalemi (r. 1210–1259), și s-a îmbogățit controlând mai multe rute comerciale transsahariene; o mare parte din estul și sud-estul Nigerului, în special Bilma și Kaouar, erau sub controlul Kanem în această perioadă. Islamul a fost introdus în regat de către comercianții arabi din secolul al XI-lea, câștigând treptat mai mulți adepți în secolele următoare. Atacurile poporului Bulala la sfârșitul secolului al XIV-lea l-au forțat pe Kanem să se deplaseze spre vest de lacul Ciad, unde a devenit cunoscut sub numele de Imperiul Bornu, condus din capitala sa, Ngazargamu, la granița dintre Niger-Nigeria din ziua de azi. Bornu a prosperat în timpul domniei lui Mai Idris Alooma (anii de domnie circa 1575–1610) și a recucerit o mare parte din ținuturile tradiționale din Kanem, de unde denumirea „Kanem–Bornu” pentru acest imperiu. Până la sfârșitul secolului al XVII-lea și în secolul al XVIII-lea, regatul Bornu a intrat într-o perioadă lungă de declin, micșorându-se treptat înapoi spre lacul Ciad, deși a rămas un jucător important în regiune.
În jurul anilor 1730–40, un grup de coloniști Kanuri conduși de Mallam Yunus a părăsit Kanem și a fondat sultanatul Damagaram, centrat pe orașul Zinder. Sultanatul a rămas supus nominal Imperiului Bornu până la domnia sultanului Tanimoune Dan Souleymane, de la mijlocul până la sfârșitul secolului al XIX-lea, care și-a declarat independența și a inițiat o fază de expansiune viguroasă. Sultanatul a reușit să reziste avansului califatului Sokoto, dar mai târziu a fost capturat de francezi în 1899.

#### Statele hausa și alte regate mai mici (anii 1400-1800)
Între fluviul Niger și lacul Ciad se întind diferite regate Hausa, cuprinzând zona cultural-lingvistică cunoscută sub numele de Hausaland, care se află pe granița dintre Niger-Nigeria din ziua de azi. Originile populației hausa sunt obscure, deși se crede că sunt un amestec de popoare autohtone și popoare migratoare din nord și/sau est, apărând ca un popor distinct cândva în anii 900-1400, când au fost fondate regatele. Ei au adoptat treptat islamul din secolul al XIV-lea, deși adesea acesta a existat alături de religiile tradiționale, dezvoltându-se în forme sincretice unice; unele grupuri Hausa, cum ar fi Azna, au rezistat cu totul islamului (zona Dogondoutchi rămâne o fortăreață animistă până în prezent). Regatele Hausa nu erau o entitate compactă, ci mai multe federații de regate mai mult sau mai puțin independente unele de altele. Organizarea lor era ierarhică, dar și oarecum democratică: regii Hausa erau aleși de notabilii țării și puteau fi înlăturați de aceștia. Regatele Hausa au început ca șapte state fondate, conform legendei Bayajidda, de cei șase fii ai lui Bawo. Bawo a fost singurul fiu al reginei Hausa Daurama și Bayajidda sau (Abu Yazid conform anumitor istorici nigerieni) care venea din Bagdad. Cele șapte state originale Hausa (denumite adesea „Hausa bakwai”) au fost: Daura (statul reginei Daurama), Kano, Rano, Zaria, Gobir, Katsina și Biram. O extensie a legendei spune că Bawo a mai avut șapte fii cu o concubină, care au întemeiat alte regate: Zamfara, Kebbi, Nupe, Gwari, Yauri, Ilorin și Kwararafa. Un stat mai mic care nu se încadra în această schemă a fost Konni, centrat pe Birni-N'Konni.
Fulanii (numiți și Peul, Fulbe etc.), un popor de păstori găsit în tot Sahelul, au început să migreze în Hausaland în anii 1200-1500. În timpul secolului al XVIII-lea, mulți fulani erau nemulțumiți de forma sincretică a islamului practicată acolo; exploatând și disprețul populației față de corupția în rândul elitei Hausa, savantul Fulan Usman Dan Fodio (din Gobir) a declarat un jihad în 1804. După ce a cucerit cea mai mare parte din Hausaland (deși nu Regatul Bornu, care a rămas independent), el a proclamat Califatul Sokoto în 1809. Unele dintre statele Hausa au supraviețuit fugind spre sud, cum ar fi Katsina care s-a mutat la Maradi, în sudul Nigerului modern. Multe dintre aceste state supraviețuitoare au hărțuit Califatul și a început o perioadă lungă de războaie și lupte la scară mică, unele state (cum ar fi Katsina și Gobir) menținând independența, în timp ce în alte părți s-au format altele noi (cum ar fi Sultanatul Tessaoua). Califatul a reușit să supraviețuiască până când, slăbit fatal de invaziile războinicului din Ciad, Rabih az-Zubayr, a căzut în cele din urmă în mâinile britanicilor în 1903, terenurile sale fiind ulterior împărțite între Marea Britanie și Franța.
Alte regate mai mici ale perioadei includ Regatul Dosso, o organizație Zarma fondată în 1750, care a rezistat stăpânirii statelor Hausa și Sokoto.

### Nigerul francez (1900-1958)
În secolul al XIX-lea, europenii au început să manifeste un interes mai mare pentru Africa; câțiva exploratori europeni au călătorit în zona Nigerului din ziua de azi, precum Mungo Park (în 1805–06), expediția Oudney-Denham-Clapperton (1822–25), Heinrich Barth (1850–55; cu James Richardson și Adolf Overweg), Friedrich Gerhard Rohlfs (1865–67), Gustav Nachtigal (1869–74) și Parfait-Louis Monteil (1890–92).
Mai multe țări europene dețineau deja colonii litorale în Africa, iar în a doua jumătate a secolului au început să-și îndrepte privirea către interiorul continentului. Acest proces, cunoscut sub numele de „Lupta pentru Africa”, a culminat cu conferința de la Berlin din 1885, în care puterile coloniale au conturat împărțirea Africii în sfere de influență. Ca urmare a acestui fapt, Franța a câștigat controlul asupra văii superioare a fluviului Niger (aproximativ echivalent cu Mali și Nigerul din ziua de azi). Franța s-a apucat apoi să transforme în realitate stăpânirea lor pe teren. În 1897, ofițerul francez Marius Gabriel Cazemajou a fost trimis în Niger; a ajuns în sultanatul Damagaram în 1898 și a rămas în Zinder la curtea sultanului Amadou Kouran Daga – cu toate acestea, a fost ucis mai târziu, deoarece Daga se temea că se va alia cu războinicul din Ciad Rabih az-Zubayr. În 1899–1900, Franța a coordonat trei expediții - Misiunea Gentil din Congoul francez, Misiunea Foureau-Lamy din Algeria și Misiunea Voulet-Chanoine din Tombouctou - cu scopul de a lega posesiunile africane ale Franței. Cei trei s-au întâlnit în cele din urmă la Kousséri (în nordul îndepărtat al Camerunului) și au învins forțele lui Rabih az-Zubayr în bătălia de la Kousséri. Misiunea Voulet-Chanoine a fost afectată de numeroase atrocități și a devenit renumită pentru jefuirea, jefuirea, violarea și uciderea multor civili locali în timpul trecerii sale prin sudul Nigerului. La 8 mai 1899, ca răzbunare pentru rezistența reginei Sarraounia, căpitanul Voulet și oamenii săi au ucis toți locuitorii satului Birni-N'Konni în ceea ce este considerat unul dintre cele mai grave masacre din istoria colonială franceză. Metodele brutale ale lui Voulet și Chanoine au provocat scandal și Parisul a fost nevoit să intervină; cu toate acestea, când locotenent-colonelul Jean-François Klobb a ajuns din urmă cu misiunea de lângă Tessaoua pentru a-i înlocui la comandă, a fost ucis. Lt. Paul Joalland, fostul ofițer al lui Klobb, și Lt. Octave Meynier au preluat în cele din urmă misiunea în urma unei revolte în care Voulet și Chanoine au fost uciși.
Teritoriul militar al Nigerului a fost ulterior creat în cadrul coloniei Senegalului Superior și Niger (Burkina Faso, Mali și Niger din ziua de azi) în decembrie 1904, cu capitala la Niamey, pe atunci puțin mai mult decât un sat mare. Granița cu colonia britanică Nigeria la sud a fost finalizată în 1910, o delimitare grosieră fiind deja convenită de cele două puteri prin mai multe tratate în perioada 1898–1906. Capitala teritoriului a fost mutată la Zinder în 1912, când Teritoriul Militar Niger a fost separat de Senegalul Superior și Niger, înainte de a fi mutată înapoi la Niamey în 1922, când Nigerul a devenit o colonie cu drepturi depline în Africa de Vest franceză. Granițele Nigerului au fost întocmite în diferite etape și au fost fixate în poziția lor actuală până la sfârșitul anilor 1930. În această perioadă au avut loc diverse ajustări teritoriale: zonele de la vest de râul Niger au fost alipite de Niger abia în 1926–27, iar în timpul dizolvării Voltei Superioare (Burkina Faso de azi) în 1932–47, o mare parte din est a fost adăugată Nigerului; iar în est, munții Tibesti au fost transferați Ciadului în 1931.
Francezii au adoptat în general o formă de guvernare indirectă, permițând structurilor native existente să continue să existe în cadrul colonial de guvernare, cu condiția ca acestea să recunoască supremația franceză. Zarma din regatului Dosso, în special, s-a dovedit a fi supus stăpânirii franceze, folosindu-i ca aliați împotriva invaziilor Hausa și a altor state din apropiere; de-a lungul timpului, Zarma a devenit astfel una dintre cele mai educate și mai occidentalizate grupuri din Niger. Cu toate acestea, au fost percepute amenințări la adresa dominației franceze, cum ar fi rebeliunea Kobkitanda din regiunea Dosso (1905–06), condusă de clericul orb Alfa Saibou și revolta Karma din valea Nigerului (decembrie 1905–martie 1906) condusă de Oumarou Karma, suprimate în forță, la fel ca și mișcările religioase Hamallayya și Hauka. Deși au reușit în mare parte să supune populațiile sedentare din sud, francezii s-au confruntat cu mult mai multe dificultăți cu tuaregii din nord (centrat pe Sultanatul Aïr din Agadez), iar Franța nu a reușit să ocupe Agadez până în 1906. Cu toate acestea, rezistența tuaregilor a continuat, culminând cu revolta Kaocen din 1916–17, condusă de Ag Mohammed Wau Teguidda Kaocen, cu sprijinul senussi din Fezzan; revolta a fost înăbușită violent și Kaocen a fugit în Fezzan, unde a fost ucis mai târziu.[40] Un sultan marionetă a fost instalat de francezi și declinul și marginalizarea nordului coloniei au continuat, exacerbate de o serie de secete. Niger a avut loc o dezvoltare economică limitată în anii coloniali, cum ar fi introducerea culturii de arahide. Au fost, de asemenea, introduse diverse măsuri de îmbunătățire a securității alimentare în urma unei serii de foamete devastatoare în 1913, 1920 și 1931.
În timpul celui de-al Doilea Război Mondial, timp în care Franța continentală a fost ocupată de Germania nazistă, Charles de Gaulle a emis Declarația de la Brazzaville, declarând că Imperiul colonial francez va fi înlocuit după război cu o Uniune Franceză mai puțin centralizată. Uniunea Franceză, care a durat din 1946 până în 1958, a conferit locuitorilor coloniilor o formă limitată de cetățenie franceză, cu o oarecare descentralizare a puterii și o participare limitată la viața politică a adunărilor consultative locale. În această perioadă s-a format Partidul Progresist Nigerian (Parti Progressiste Nigérien, sau PPN, inițial o ramură a Adunării Democratice Africane RDA) sub conducerea fostului profesor Hamani Diori, precum și partidul de stânga Mișcarea Socialistă Africană Sawaba (MSA) condusă de Djibo Bakary. În urma Actului de reformă de peste mări (Loi Cadre) din 23 iulie 1956 și a înființării celei de-a cincea Republici Franceze la 4 decembrie 1958, Nigerul a devenit un stat autonom în cadrul Comunității Franceze. La 18 decembrie 1958, sub conducerea lui Hamani Diori a fost creată oficial o Republică autonomă Niger. MSA a fost interzisă în 1959 pentru atitudinea sa anti-franceză excesivă percepută. La 11 iulie 1960, Nigerul a decis să părăsească Comunitatea Franceză și a dobândit independența deplină la miezul nopții, ora locală, pe 3 august 1960; Diori a devenit astfel primul președinte al țării.

### Nigerul independent

#### Perioada Diori (1960-1974)

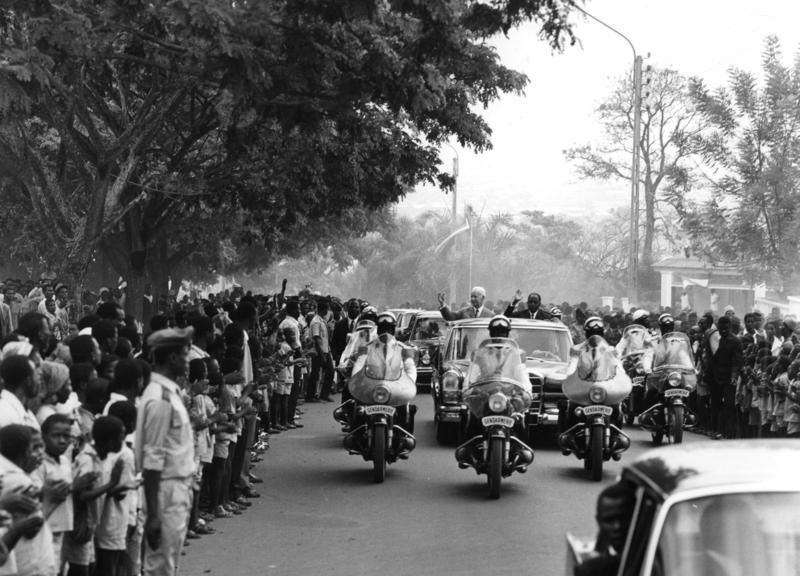
Președintele Hamani Diori și cel vest-german Heinrich Lübke, aflat în vizită de stat la Niamey, salută mulțimile, în 1969. Guvernarea partidului unic al lui Diori a fost caracterizată de bune relații cu Occidentul și de o preocupare pentru afacerile externe.

În primii 14 ani ca stat independent, Nigerul a fost condus de un regim civil cu partid unic sub președinția lui Hamani Diori. Anii 1960 au fost în mare parte pașnici și au văzut o extindere mare a sistemului de învățământ și o dezvoltare economică și industrializare limitate. Legăturile cu Franța au rămas profunde, Diori permițând dezvoltarea mineritului de uraniu condus de francezi în Arlit și sprijinind Franța în războiul din Algeria. Relațiile cu alte state africane au fost în mare parte pozitive, cu excepția regatului Dahomey (Benin), din cauza unei dispute frontaliere în curs. Nigerul a rămas un stat cu partid unic în toată această perioadă, Diori supraviețuind unei lovituri de stat planificate în 1963 și unei tentative de asasinat în 1965; o mare parte din această activitate a fost condusă de grupul MSA-Sawaba al lui Djibo Bakary, care a lansat o rebeliune eșuată în 1964. La începutul anilor 1970, o combinație de dificultăți economice, secete devastatoare și acuzații de corupție agresivă și gestionarea defectuoasă a aprovizionării cu alimente a dus la o lovitură de stat care a răsturnat regimul Diori.

#### Primul regim militar (1974-1991)
Lovitura de stat a fost condusă de colonelul Seyni Kountché și de un mic grup militar sub numele de Conseil Militaire Supreme, Kountché continuând să conducă țara până la moartea sa în 1987. Prima acțiune a guvernului militar a fost de a aborda criza alimentară. În timp ce prizonierii politici din regimul Diori au fost eliberați după lovitura de stat și țara a fost stabilizată, libertățile politice și individuale în general s-au deteriorat în această perioadă. Au existat mai multe tentative de lovituri de stat (în 1975, 1976 și 1984) care au fost dejucate, instigatorii acestora fiind aspru pedepsiți.
În ciuda restricțiilor în libertate, țara s-a bucurat de o dezvoltare economică îmbunătățită, deoarece Kountché a căutat să creeze o „societate de dezvoltare”, finanțată în mare parte de minele de uraniu din regiunea Agadez. Au fost create mai multe companii deținute de stat, au fost construite infrastructuri majore (clădiri și drumuri noi, școli, centre de sănătate) și a existat o corupție minimă în agențiile guvernamentale, pe care Kountché nu a ezitat să o pedepsească aspru. În anii 1980, Kountché a început să micșoreze cu precauție controlul pe care îl avea armata, cu o oarecare relaxare a cenzurii de stat și încercări de „civilizare” a regimului. Cu toate acestea, boom-ul economic s-a încheiat în urma prăbușirii prețurilor uraniului, iar măsurile de austeritate și privatizare conduse de FMI au provocat opoziția multor locuitori ai Nigerului. În 1985, o mică revoltă tuareg din Tchintabaraden a fost înăbușită. Kountché a murit în noiembrie 1987 din cauza unei tumori pe creier și a fost succedat de șeful său de stat major, colonelul Ali Saibou, care a fost confirmat ca șef al Consiliului Militar Suprem patru zile mai târziu.
Saibou a redus semnificativ aspectele cele mai represive ale erei Kountché (cum ar fi poliția secretă și cenzura mass-media) și a început să introducă un proces de reformă politică sub conducerea generală a unui singur partid (Mouvement National pour la Société du Développement sau MNSD). A fost proclamată a doua republică și a fost întocmită o nouă constituție, care a fost adoptată în urma unui referendum din 1989. Generalul Saibou a devenit primul președinte al celei de-a doua republici după ce a câștigat alegerile prezidențiale din 10 decembrie 1989.
Eforturile președintelui Saibou de a controla reformele politice au eșuat în fața cererilor sindicatelor și studenților de a institui un sistem democratic multipartid. La 9 februarie 1990, un marș studențesc reprimat violent la Niamey a dus la moartea a trei studenți, ceea ce a dus la creșterea presiunii naționale și internaționale pentru continuarea reformei democratice. Regimul Saibou a acceptat aceste cereri până la sfârșitul anului 1990. Între timp, au reapărut problemele în regiunea Agadez, când un grup de tuaregi înarmați a atacat orașul Tchintabaraden (în general văzut ca începutul primei rebeliuni tuarege), determinând o represiune militară severă care a dus la mulți morți (numerele precise sunt contestate, cu estimări variind de la 70 la până la 1.000).

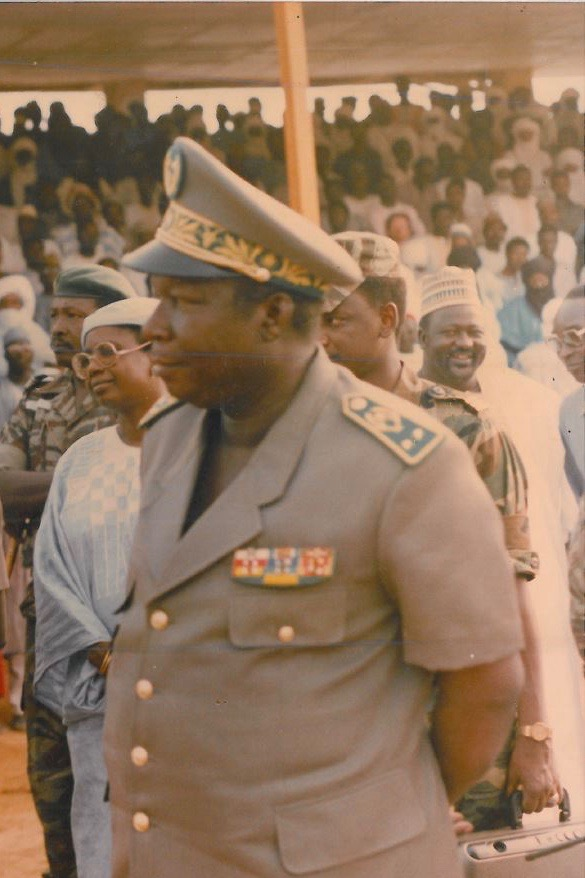
Ali Saibou, președinte în perioada 1987–1993, a ajutat la supravegherea tranziției de la conducerea militară la cea civilă

#### Conferința Națională și A Treia Republică (1991-1996)
Conferința Națională Suverană din 1991 a marcat un punct de cotitură în istoria post-independență a Nigerului și a dus la crearea democrației multipartide. Între 29 iulie și 3 noiembrie, o conferință națională a reunit toate elementele societății pentru a face recomandări pentru direcția viitoare a țării. Conferința a fost prezidată de profesorul André Salifou și a elaborat un plan pentru un guvern de tranziție; acesta a fost apoi instalat în noiembrie 1991 pentru a gestiona treburile statului până când instituțiile celei de-a treia republici au preluat atribuțiile în aprilie 1993. După Conferința Suverană Națională, guvernul de tranziție a elaborat o nouă constituție care a eliminat sistemul anterior de partid unic de Constituția din 1989 și a garantat mai multe libertăți. Noua constituție a fost adoptată printr-un referendum la 26 decembrie 1992. După aceasta, au avut loc alegeri prezidențiale și Mahamane Ousmane a devenit primul președinte al celei de-a treia republici la 27 martie 1993. Președinția lui Ousmane a fost caracterizată de turbulențe politice, cu patru schimbări de guvern și alegeri legislative anticipate în 1995, precum și o criză economică gravă pe care guvernul de coaliție s-a dovedit incapabil să o rezolve în mod eficient.
Violența din Regiunea Agadez a continuat în această perioadă, determinând guvernul Nigerului să semneze un armistițiu cu rebelii tuaregi în 1992, care a fost totuși ineficient din cauza disensiunilor interne din rândurile tuaregilor. În estul țării a izbucnit o altă rebeliune, condusă de populația Toubou nemulțumită, care susținea că, la fel ca tuaregii, guvernul nigerian le-a neglijat regiunea lor. În aprilie 1995 a fost semnat un acord de pace cu principalul grup rebel tuareg, guvernul fiind de acord să absoarbă unii foști rebeli în armată și, cu ajutorul francez, să îi ajute pe alții să revină la o viață civilă productivă.

#### Al treilea și al patrulea regim militar (1996-1999)
Paralizia guvernamentală a determinat armata să intervină; la 27 ianuarie 1996, colonelul Ibrahim Baré Maïnassara a condus o lovitură de stat care l-a detronat pe președintele Ousmane și a pus capăt celei de-a treia republici. Maïnassara a condus un Conseil de Salut National (Consiliul Național pentru Salvare) compus din oficiali militari, care a efectuat o perioadă de tranziție de șase luni, timp în care a fost elaborată și adoptată o nouă constituție la 12 mai 1996.
În lunile care au urmat au fost organizate campanii prezidențiale. Maïnassara a intrat în campanie drept candidat independent și a câștigat alegerile la 8 iulie 1996, cu toate acestea, la nivel național și internațional, alegerile au fost considerate incorecte, întrucât comisia electorală a fost înlocuită în timpul campaniei. Între timp, Maïnassara a inițiat un program de privatizare aprobat de FMI și Banca Mondială, care i-a îmbogățit pe mulți dintre susținătorii săi, dar căruia i s-au opus sindicatele. În urma alegerilor locale frauduloase din 1999, opoziția a încetat orice cooperare cu regimul Maïnassara. Într-o circumstanță neclară (posibil încercând să fugă din țară), Maïnassara a fost asasinat pe aeroportul din Niamey la 9 aprilie 1999.
Maiorul Daouda Malam Wanké a preluat apoi conducerea, înființând un Consiliu Național de Reconciliere de tranziție pentru a supraveghea elaborarea unei constituții cu un sistem semi-prezidențial în stil francez. Aceasta a fost adoptată la 9 august 1999 și a fost urmată de alegeri prezidențiale și legislative în octombrie și noiembrie ale aceluiași an. În general, alegerile au fost considerate libere și corecte de către observatorii internaționali. Wanké s-a retras apoi din afacerile guvernamentale.

#### A Cincea Republică (1999-2009)
După ce a câștigat alegerile din noiembrie 1999, președintele Tandja Mamadou a depus jurământul la 22 decembrie 1999 ca prim președinte al celei de-a Cincea Republici. Mamadou a adus multe reforme administrative și economice care au fost oprite din cauza loviturilor militare contra celei de-a Treia Republici, ajutând și la rezolvarea pașnică a unei dispute de graniță cu Benin veche de decenii. În august 2002, au avut loc tulburări serioase în lagărele militare în Niamey, Diffa și N'Guigmi, dar guvernul a reușit să restabilească ordinea în câteva zile. La 24 iulie 2004, au avut loc primele alegeri municipale din istoria Nigerului pentru a alege reprezentanții locali, numiți anterior de guvern. Aceste alegeri au fost urmate de alegeri prezidențiale, în care Mamadou a fost reales pentru un al doilea mandat, devenind astfel primul președinte al republicii care a câștigat alegeri consecutive fără a fi destituit de lovituri de stat militare. Configurația legislativă și executivă a rămas destul de asemănătoare cu cea a primului mandat al președintelui: Hama Amadou a fost numit din nou prim-ministru și Mahamane Ousmane, șeful partidului CDS, a fost reales președinte al Adunării Naționale (parlament).
Până în 2007, relația dintre președintele Tandja Mamadou și prim-ministrul său s-a deteriorat, ceea ce a dus la înlocuirea acestuia din urmă în iunie 2007 de către Seyni Oumarou, în urma unui vot de cenzură în cadrul Adunării. Mediul politic s-a înrăutățit în anul următor, deoarece președintele Tandja Mamadou a încercat să-și prelungească președinția prin modificarea constituției care limita mandatele prezidențiale în Niger. Susținătorii extinderii mandatelor, adunați în spatele mișcării „Tazartche” (Hausa pentru „a rămâne peste”) au fost contracarați de oponenții („anti-Tazartche”) alcătuiți din militanți ai partidului de opoziție și activiști ai societății civile.
Situația din nord s-a deteriorat semnificativ în această perioadă, ducând la izbucnirea celei de-a doua rebeliuni tuarege în 2007, condusă de Mouvement des Nigériens pour la justice (MNJ). În ciuda mai multor răpiri al unor înalte oficialități, rebeliunea a încetat în mare parte fără concluzii până în 2009. Cu toate acestea, se crede că situația precară a securității din regiune a permis elementelor Al-Qaeda din Magrebul Islamic (AQIM) să se instaleze în țară.

#### Al patrulea regim militar (2009-2010)
În 2009, președintele Tandja Mamadou a decis să organizeze un referendum constituțional pentru a-și prelungi președinția, la care s-au opus alte partide politice, această intenție fiind și împotriva deciziei Curții Constituționale care a decis că referendumul va fi neconstituțional. Mamadou a modificat apoi și a adoptat o nouă constituție prin referendum, care a fost declarat ilegal de Curtea Constituțională, ceea ce l-a determinat pe Mamadou să dizolve Curtea și să-și asume puteri de urgență. Opoziția a boicotat referendumul și noua constituție a fost adoptată cu 92,5% din alegători și o prezență la vot de 68%, potrivit rezultatelor oficiale. Adoptarea noii constituții a creat o a șasea republică, cu un sistem prezidențial, precum și suspendarea Constituției din 1999 și un guvern interimar de trei ani cu Tandja Mamadou președinte. Evenimentele au generat tulburări politice și sociale severe în toată țara.
Ca urmare a unei lovituri de stat din februarie 2010, o juntă militară condusă de căpitanul Salou Djibo a fost înființată ca răspuns la încercarea de prelungire a mandatului politic de către Tandja prin modificarea constituției. Consiliul Suprem pentru Restaurarea Democrației, condus de generalul Salou Djibo, a realizat un plan de tranziție pe un an, a elaborat o nouă constituție și a organizat alegeri în 2011, care au fost judecate la nivel internațional ca fiind libere și corecte.

#### A șaptea Republică (2010-prezent)
În urma adoptării unei noi constituții în 2010 și a alegerilor prezidențiale organizate un an mai târziu, Mahamadou Issoufou a fost ales ca prim președinte al celei de-a șaptea republici; a fost apoi reales în 2016. Constituția a restabilit, de asemenea, sistemul semi-prezidențial care fusese abolit cu un an mai devreme. O tentativă de lovitură de stat împotriva lui în 2011 a fost zădărnicită, iar conducătorii săi au fost arestați. Perioada în funcție a lui Issoufou a fost marcată de numeroase amenințări la adresa securității țării, ca urmare a consecințelor războiului civil din Libia și a conflictului din nordul Mali, o creștere a atacurilor din partea AQIM, utilizarea Nigerului ca țară de tranzit pentru migranți (deseori organizați de bandele criminale) și răspândirea insurgenței Boko Haram din Nigeria în sud-estul Nigerului. Forțele franceze și americane ajută în prezent Nigerul să contracareze aceste amenințări.
La 27 decembrie 2020, nigerienii s-au prezentat la urne după ce Issoufou a anunțat că va demisiona, deschizând calea către prima tranziție pașnică de putere a Nigerului. Cu toate acestea, niciun candidat nu a obținut majoritatea absolută la vot: Mohamed Bazoum s-a clasat pe primul loc cu 39,33%. Conform constituției, pe 20 februarie 2021 a avut loc un al doilea tur de scrutin, Bazoum obținând 55,75% din voturi și candidatul opoziției (și fostul președinte) Mahamane Ousmane obținând 44,25%, potrivit comisiei electorale.
La 31 martie 2021, forțele de securitate din Niger au zădărnicit o tentativă de lovitură de stat din partea unei unități militare din capitala, Niamey. Focuri de armă puternice au fost auzite la primele ore în apropierea palatului prezidențial al țării. Atacul a avut loc cu doar două zile înainte ca noul președinte, Mohamed Bazoum, să depună jurământul. Garda prezidențială a arestat mai multe persoane în timpul incidentului. La 2 aprilie 2021, Bazoum a depus jurământul ca președinte al Nigerului, ceea ce înseamnă prima tranziție democratică de putere a țării de la independența din 1960.

## Geografie

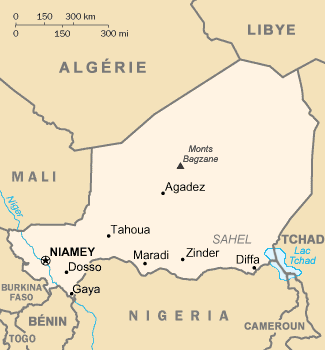
Harta Nigerului

Niger este o țară fără ieșire la mare din Africa de Vest, situată de-a lungul graniței dintre Sahara și regiunile subsahariene. Se învecinează la sud cu Nigeria și Benin, la vest cu Burkina Faso și Mali, la nord cu Algeria și Libia și la est cu Ciad.
Nigerul se află între latitudinile 11°și 24°N și longitudinile 0° și 16°E. Suprafața Nigerului este de 1.267.000 de kilometri pătrați, din care 300 de kilometri pătrați sunt apă. Este de aproape de două ori mai mare decât Franța și este a douăzeci și a doua cea mai mare țară din lume.[90]
Nigerul se învecinează cu șapte țări și are un perimetru total de 5.697 kilometri. Cea mai lungă graniță este cu Nigeria la sud (1.497 km). Acesta este urmat de Ciad la est, cu 1.175 km, Algeria la nord-nord-vest (956 km) și Mali cu 821 km (510 mi). Niger are, de asemenea, granițe mici în sud-vestul său cu Burkina Faso 628 km și Benin 266 km și la nord-nord-est Libia cu 354 km.
Cel mai jos punct este râul Niger având o altitudine de 200 de metri. Altitudinea maximă este Mont Idoukal-n-Taghès din munții Aïr, aflat la 2.022 m.

### Clima
Clima Nigerului este în principal foarte caldă și uscată, cu multă zonă deșertică, ceea ce provoacă incendii frecvente în unele regiuni ale țării.[91] În sudul extrem există un climat tropical la marginile bazinului fluviului Niger. Terenul este format predominant din câmpii deșertice și dune de nisip, cu savană în sud și dealuri în nord.

### Mediu
Teritoriul Nigerului conține cinci ecoregiuni terestre: savana de salcâm din Sahel, savana sudaniană de vest, savana inundată de lacul Ciad, stepa și pădurile din Sahara de Sud și pădurile uscate montane din Sahara de Vest.
Nordul Nigerului este acoperit de deșerturi mari și semi-deșerturi. Fauna tipică a mamiferelor este formată din antilope addax, oryx cu coarne scimitar, gazele, iar la munte, oaie barbară. Una dintre cele mai mari rezervații din lume, Rezervația Națională Națională Aïr și Ténéré, a fost fondată în părțile de nord ale Nigerului pentru a proteja aceste specii rare.
Părțile de sud ale Nigerului sunt alcătuite din savane dominate în mod natural. Parcul Național W, situat la zona de graniță cu Burkina Faso și Benin, aparține uneia dintre cele mai importante zone pentru fauna sălbatică din Africa de Vest, care se numește Complexul WAP (W – Arli – Pendjari). Are cea mai importantă populație de leu rar din Africa de Vest și una dintre ultimele populații de ghepard din Africa de Nord-Vest.
Alte animale sălbatice includ elefanții, bivolii, antilopele roane, antilopele Kob și facocerul. Girafa din Africa de Vest nu se găsește în prezent în Parcul Național W, ci mai la nord în Niger, unde își are ultima populație relictă.
Problemele de mediu din Niger includ practici agricole distructive ca urmare a presiunii populației. Vânătoarea ilegală, incendiile de tufiș în unele zone și pătrunderea oamenilor în câmpiile inundabile ale râului Niger pentru cultivarea paddyului sunt alte probleme de mediu. Barajele construite pe râul Niger în țările vecine Mali și Guineea și, de asemenea, în Niger sunt, de asemenea, citate ca motiv pentru reducerea debitului de apă în râul Niger - care are un efect direct asupra mediului. Lipsa personalului adecvat pentru a păzi animalele sălbatice din parcuri și rezerve fiind un alt factor citat pentru pierderea faunei sălbatice.
Regenerarea naturală gestionată de fermieri este practicată din 1983 pentru a crește producția de alimente și lemn, precum și rezistența la extremele climatice.

## Guvernarea
Noua constituție a Nigerului a fost aprobată la 31 octombrie 2010. A restabilit sistemul semiprezidențial de guvernare din constituția din 1999 (a celei de-a cincea republici) în care președintele republicii, ales prin vot universal pentru un mandat de cinci ani, și un prim-ministru numit de președinte împart puterea executivă.
Ca o reflectare a creșterii populației din Niger, Adunarea Națională unicamerală a fost extinsă în 2004 la 113 deputați aleși pentru un mandat de cinci ani în cadrul unui sistem de reprezentare majoritar. Partidele politice trebuie să obțină cel puțin 5 la sută din voturi pentru a obține un loc în legislativ.
Constituția prevede, de asemenea, alegerea populară a oficialităților municipale și locale, iar primele alegeri municipale reușite au avut loc la 24 iulie 2004. Adunarea Națională a adoptat în iunie 2002 o serie de proiecte de lege de descentralizare. În primul pas, puterile administrative vor fi repartizate între 265 de comune (consilii locale); în etapele ulterioare, regiunile și departamentele vor fi înființate ca entități descentralizate. A fost adoptat un nou cod electoral pentru a reflecta contextul descentralizării. Țara este în prezent împărțită în 8 regiuni, care sunt subdivizate în 36 de districte (departamente). Administratorul șef (guvernatorul) din fiecare departament este numit de guvern și funcționează în primul rând ca agent local al autorităților centrale.
La 26 mai 2009, președintele Tandja a dizolvat parlamentul după ce curtea constituțională a țării a decis împotriva planurilor de a organiza un referendum pentru a-i permite un al treilea mandat în funcție. Conform constituției, în trei luni a fost ales un nou parlament.[95] Aceasta a început o luptă politică între Tandja, încercând să-și extindă autoritatea limitată dincolo de 2009 prin înființarea celei de-a șasea republici, și oponenții săi care i-au cerut să demisioneze la sfârșitul celui de-al doilea mandat, în decembrie 2009. Armata a preluat puterea și președintele Tandja a fost arestat și acuzat de corupție.
Armata și-a ținut promisiunea de a readuce țara la un regim civil democratic. Au fost organizate un referendum constituțional și alegeri naționale. Pe 31 ianuarie 2011 s-au organizat alegeri prezidențiale, dar, deoarece nu a apărut un câștigător clar, la 12 martie 2011 s-au desfășurat al doilea tur de scrutin. Mahamadou Issoufou din partea Partidului Nigerien pentru Democrație și Socialism a fost ales președinte. În același timp, au avut loc alegeri parlamentare.

### Relațiile externe
Nigerul urmărește o politică externă moderată și menține relații de prietenie cu Occidentul și lumea islamică, precum și cu țările nealiniate. Face parte din ONU și principalele sale agenții specializate și în perioada 1980-1981 a fost membru al Consiliului de Securitate al ONU. Nigerul menține o relație specială cu fosta putere colonială Franța și are relații strânse cu vecinii săi din Africa de Vest.
Este membru fondator al Uniunii Africane și al Uniunii Monetare din Africa de Vest și face parte, de asemenea, din Autorității Bazinului Niger și din Comisia Bazinului Lacului Ciad, Comunității Economice a Statelor din Africa de Vest, Mișcarea de Nealiniere, Organizației Cooperării Islamice și Organizația pentru Armonizarea Dreptului Afacerilor în Africa (OADAA). Cele mai vestice regiuni ale Nigerului sunt unite cu regiunile învecinate din Mali și Burkina Faso sub autoritatea Liptako-Gourma.
Litigiul de frontieră cu Benin, moștenit din epoca colonială și privind, printre altele, insula Lété din râul Niger, a fost soluționat de Curtea Internațională de Justiție în 2005 în avantajul Nigerului.

### Armata
Forțele armate din Niger (Forces armées nigériennes) sunt forțele militare și paramilitare ale Nigerului, aflate sub conducerea președintelui în calitate de comandant suprem. Acestea sunt formate din Armata Nigerului (Armée de Terre), Forțele Aeriene Nigeriene (Armée de l'Air) și forțele paramilitare auxiliare, cum ar fi Jandarmeria Națională (Gendarmerie nationale) și Garda Națională (Garde Nationale). Ambele forțe paramilitare sunt antrenate în mod militar și au unele responsabilități militare în timp de război. În timp de pace, îndatoririle lor sunt în principal atribuții de poliție.
Forțele armate sunt compuse din aproximativ 12.900 de persoane, incluzând 3.700 de jandarmi, 3.200 de membri ai gărzii naționale, 300 de militari ai forțelor aeriene și 6.000 de militari. Forțele armate ale Nigerului au fost implicate în mai multe lovituri militare de-a lungul anilor, cea mai recentă fiind în 2010. Forțele armate ale Nigerului au o istorie lungă de cooperare militară cu Franța și Statele Unite. Din 2013, Niamey găzduiește o bază de drone din SUA.

### Sistemul judiciar
Actualul sistem jdiciar din Niger a fost înființat odată cu crearea celei de-a Patra Republici în 1999. Constituția din decembrie 1992 a fost revizuită prin referendum național la 12 mai 1996 și, din nou, prin referendum, revizuită la versiunea actuală la 18 iulie 1999. Este bazat pe „sistemul inchizitorial” al Codului civil napoleonian, stabilit în Niger în timpul dominației coloniale franceze și a Constituției din 1960 a Nigerului. Curtea de Apel analizează chestiunile de fapt și de drept, în timp ce Curtea Supremă examinează aplicarea legii și chestiunile constituționale. Înalta Curte de Justiție (ÎCJ) se ocupă de cauzele care implică înalți funcționari guvernamentali. Sistemul de justiție include, de asemenea, instanțe penale civile, tribunale cutumiare, mediere tradițională și o instanță militară. Instanța militară oferă aceleași drepturi ca și instanțele penale civile; cu toate acestea, instanțele cutumiare nu. Instanța militară nu poate judeca civili.

### Aplicarea legii
Aplicarea legii în Niger este responsabilitatea Ministerului Apărării prin Jandarmeria Națională și a Ministerului de Interne prin Poliția Națională și Garda Națională. Poliția Națională este responsabilă în primul rând de aplicarea legii în zonele urbane. În afara marilor orașe și în mediul rural, această responsabilitate revine Jandarmeriei Naționale și Gărzii Naționale.

### Finanțe guvernamentale
Finanțarea guvernamentală este obținută din veniturile din exporturi (exporturi miniere, petrol și produse agricole), precum și din diferite forme de impozite colectate de guvern. În trecut, ajutorul extern a contribuit la procente mari din buget. În 2013, guvernul Nigerului a adoptat un buget cu deficit zero de 1,279 trilioane de franci CFA (2,53 miliarde dolari), despre care s-a pretins că urma să echilibreze veniturile și cheltuielile cu o reducere de 11% a bugetului față de anul precedent.
Bugetul pe 2014 a fost de 1.867 trilioane CFA care s-a repartizat astfel după: datoria publică (76.703.692.000 CFA), cheltuielile de personal (210.979.633.960 CFA), cheltuielile de funcționare (128.988.777.711 CFA); subvenții și transferuri: 308.379.641.366 CFA) și Investiții (1.142.513.658.712 CFA).

#### Ajutorul extern
Importanța sprijinului extern pentru dezvoltarea Nigerului este demonstrată de faptul că aproximativ 45% din bugetul guvernului pentru anul fiscal 2002, inclusiv 80% din bugetul său de capital, a provenit din resursele donatorilor. Cei mai importanți donatori ai Nigerului sunt Franța, Uniunea Europeană, Banca Mondială, Fondul Monetar Internațional și diverse agenții ale Națiunilor Unite (UNDP, UNICEF, FAO, Programul Alimentar Mondial și Fondul Națiunilor Unite pentru Populație).
Alți donatori principali includ Statele Unite, Belgia, Germania, Elveția, Canada și Arabia Saudită. Deși USAID nu are un birou în Niger, Statele Unite sunt un donator major, contribuind cu aproape 10 milioane de dolari în fiecare an la dezvoltarea Nigerului. SUA este, de asemenea, un partener major în coordonarea politicilor în domenii precum securitatea alimentară și HIV/SIDA.

### Împărțirea administrativă
Nigerul este împărțit în 7 regiuni și un district capitală. Aceste regiuni sunt împărțite în 36 de departamente. Cele 36 de departamente sunt în prezent împărțite în comune de diferite tipuri. În 2006 existau 265 de comune, inclusiv comunes urbaines (ca subdiviziuni ale marilor orașe), communes rurales (Comune rurale), în zone slab populate și postes administratifs (poște administrative) pentru zonele deșertice în mare parte nelocuite sau zonele militare.
Comunele rurale pot conține sate și așezări oficiale, în timp ce comunele urbane sunt împărțite în cartiere. Subdiviziunile Nigerului au fost redenumite în 2002, în implementarea unui proiect de descentralizare, început pentru prima dată în 1998. Anterior, Nigerul era împărțit în 7 departamente, 36 de arondismente și comune. Aceste subdiviziuni erau administrate de funcționari numiți de guvernul național. Aceste birouri vor fi înlocuite în viitor de consilii alese democratic la fiecare nivel.
Departamentele de dinainte de 2002 (denumite regiuni) și districtul capitală sunt:
| Regiune   | Capitală  | Suprafață (km2) | Populație (2012) | Hartă |
| --------- | --------- | --------------- | ---------------- | ----- |
| Agadez    | Agadez    | 667.799         | 487.620          |       |
| Diffa     | Diffa     | 156.906         | 593.821          |       |
| Dosso     | Dosso     | 33.844          | 2.037.713        |       |
| Maradi    | Maradi    | 41.796          | 3.402.094        |       |
| Niamey    | Niamey    | 402             | 1.026.848        |       |
| Tahoua    | Tahoua    | 113.371         | 3.328.365        |       |
| Tillabéri | Tillabéri | 97.251          | 2.722.842        |       |
| Zinder    | Zinder    | 155.778         | 3.539.764        |       |

### Cele mai mari orașe
| Niamey Maradi | 1  | Niamey        | Niamey | 978.029 | Zinder Tahoua |
| Niamey Maradi | 2  | Maradi        | Maradi | 267.249 | Zinder Tahoua |
| Niamey Maradi | 3  | Zinder        | Zinder | 235.605 | Zinder Tahoua |
| Niamey Maradi | 4  | Tahoua        | Tahoua | 117.826 | Zinder Tahoua |
| Niamey Maradi | 5  | Agadez        | Agadez | 110.497 | Zinder Tahoua |
| Niamey Maradi | 6  | Arlit         | Agadez | 78.651  | Zinder Tahoua |
| Niamey Maradi | 7  | Birni-N'Konni | Tahoua | 63.169  | Zinder Tahoua |
| Niamey Maradi | 8  | Dosso         | Dosso  | 58.671  | Zinder Tahoua |
| Niamey Maradi | 9  | Gaya          | Dosso  | 45.465  | Zinder Tahoua |
| Niamey Maradi | 10 | Tessaoua      | Maradi | 43.409  | Zinder Tahoua |

## Economie

O reprezentare proporțională a exporturilor Nigerului, 2019

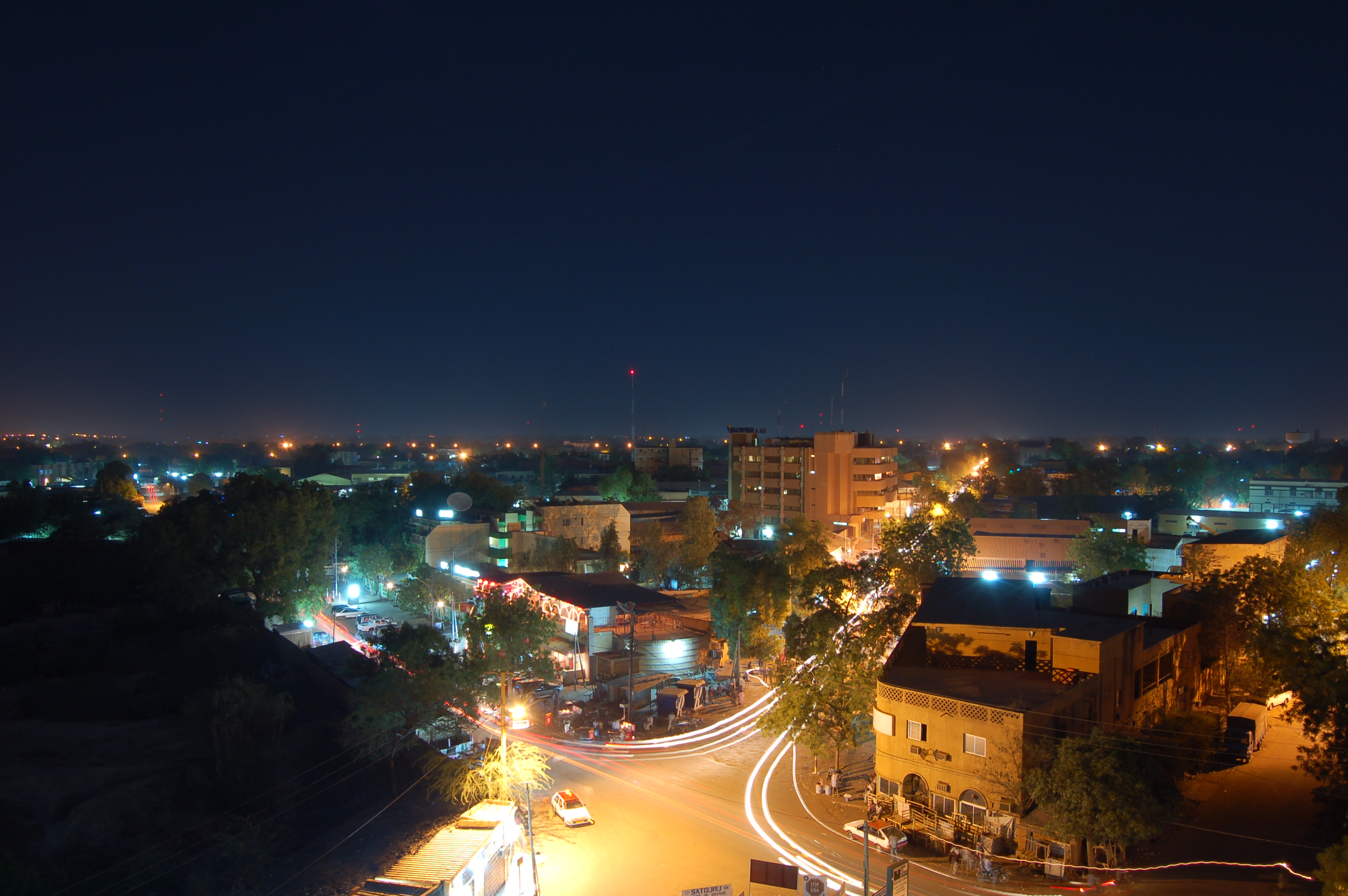
Niamey, capitala și centrul economic al Nigerului

Economia Nigerului se concentrează pe culturi de subzistență, pe animale și pe unele dintre cele mai mari zăcăminte de uraniu din lume. Ciclurile de secetă, deșertificarea, o rată de creștere a populației de 2,9% și scăderea cererii mondiale de uraniu au subminat economia.
Nigerul are o monedă comună, francul CFA, și o bancă centrală comună, Banca Centrală a Statelor din Africa de Vest (BCSAV), alături de alți șapte membri ai Uniunii Monetare din Africa de Vest. Nigerul este, de asemenea, membru al Organizației pentru Armonizarea Dreptului Afacerilor în Africa (OHADA).

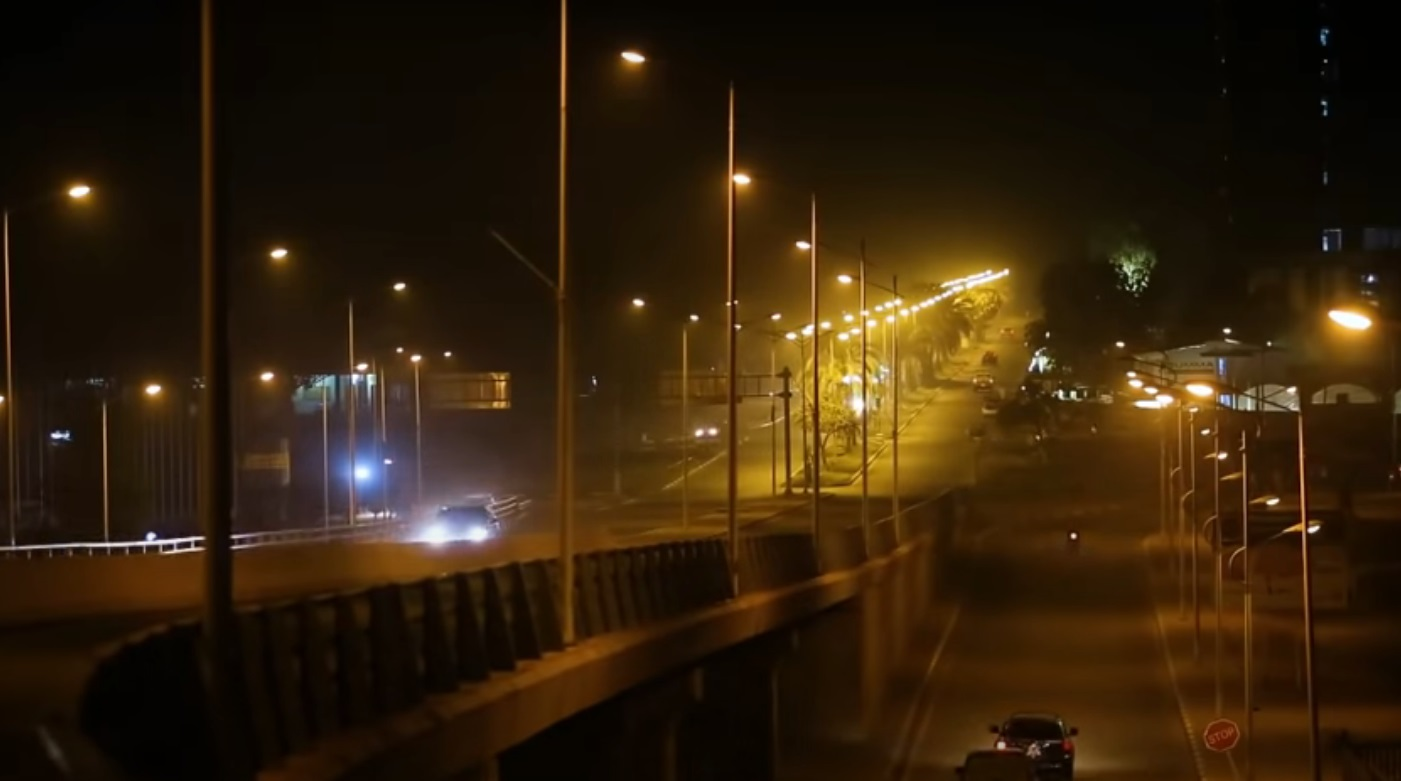
Niamey, noaptea

În decembrie 2000, Nigerul s-a calificat pentru reducerea sporită a datoriilor în cadrul programului Fondului Monetar Internațional pentru țările sărace puternic îndatorate (HIPC) și a încheiat un acord cu Fondul pentru Reducerea Sărăciei și Facilitatea de Creștere (PRGF). Reducerea datoriilor oferită în cadrul inițiativei îmbunătățite HIPC reduce în mod semnificativ obligațiile anuale ale Nigerului privind datoria, eliberând fonduri pentru cheltuielile pentru îngrijirea de bază a sănătății, învățământul primar, prevenirea HIV/SIDA, infrastructura rurală și alte programe orientate spre reducerea sărăciei.

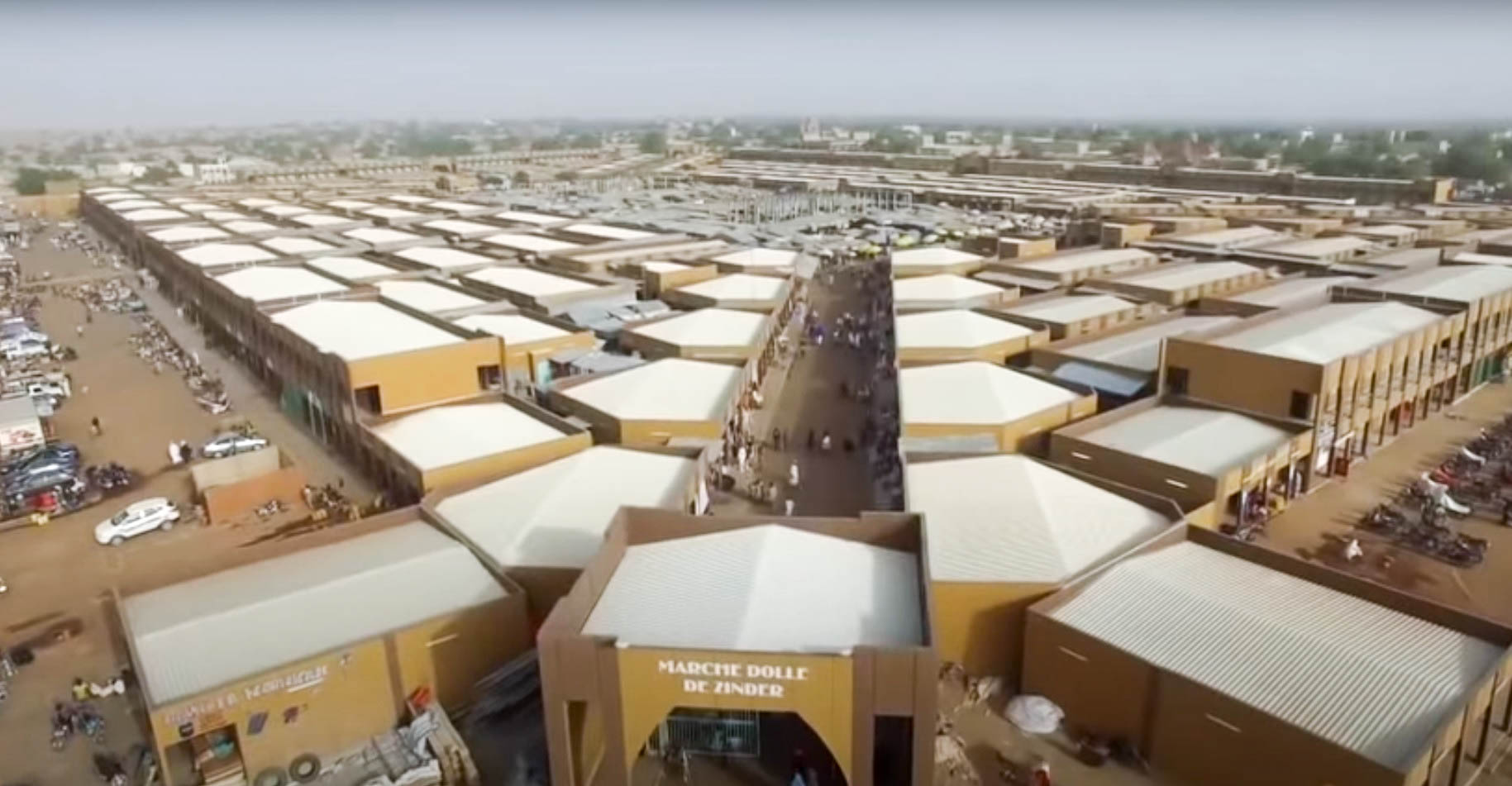
Piața Dolé

În decembrie 2005, s-a anunțat că Nigerul a primit 100% scutire multilaterală a datoriilor din partea FMI, ceea ce se traduce prin iertarea a aproximativ 86 milioane USD în datorii față de FMI, excluzând asistența rămasă în cadrul HIPC. Aproape jumătate din bugetul guvernului provine din resursele donatorilor străini. Creșterea viitoare poate fi susținută de exploatarea petrolului, aurului, cărbunelui și a altor resurse minerale. Prețurile uraniului s-au redresat oarecum în ultimii ani. O secetă și o infestare cu lăcuste din 2005 au dus la penurie de alimente pentru 2,5 milioane de nigerieni.

## Societate

### Demografie
În 2018, populația Nigerului era de 22.442.831 de locuitori. Crescând de la o populație de 3,4 milioane în 1960, populația Nigerului a crescut rapid, cu o rată actuală de creștere de 3,3% (7,1 copii per mamă).
Această rată de creștere este una dintre cele mai ridicate din lume și este o sursă de îngrijorare pentru guvern și agențiile internaționale. Populația este predominant tânără, 49,2% având sub 15 ani și 2,7% peste 65 de ani, și predominant rurală, doar 21% trăind în mediul urban.
Un studiu din 2005 a afirmat că peste 800.000 de oameni (aproape 8% din populație) din Niger sunt sclavi.

### Așezări urbane
| Loc | Oraș          | Populație              | Populație              | Regiune         |
| Loc | Oraș          | Recensământul din 2001 | Recensământul din 2012 | Regiune         |
| --- | ------------- | ---------------------- | ---------------------- | --------------- |
| 1.  | Niamey        | 690.286                | 978.029                | Niamey          |
| 2.  | Maradi        | 148.017                | 267.249                | Regiunea Maradi |
| 3.  | Zinder        | 170.575                | 235.605                | Regiunea Zinder |
| 4.  | Tahoua        | 73.002                 | 117.826                | Regiunea Tahoua |
| 5.  | Agadez        | 77.060                 | 110.497                | Regiunea Agadez |
| 6.  | Arlit         | 68.835                 | 78.651                 | Regiunea Agadez |
| 7.  | Birni N'Konni | 44.663                 | 63.169                 | Regiunea Tahoua |
| 8.  | Dosso         | 43.561                 | 58.671                 | Regiunea Dosso  |
| 9.  | Gaya          | 28.385                 | 45.465                 | Regiunea Dosso  |
| 10. | Tessaoua      | 31.667                 | 43.409                 | Regiunea Maradi |

### Grupuri etnice
| Grupuri etnice în Niger (Recensământ 2001) | Grupuri etnice în Niger (Recensământ 2001) | Grupuri etnice în Niger (Recensământ 2001) | Grupuri etnice în Niger (Recensământ 2001) | Grupuri etnice în Niger (Recensământ 2001) |
| ------------------------------------------ | ------------------------------------------ | ------------------------------------------ | ------------------------------------------ | ------------------------------------------ |
| Grupuri etnice                             |                                            |                                            | procent                                    |                                            |
| Hausa                                      | Hausa                                      |                                            | 55.4%                                      | 55.4%                                      |
| Zarma & Songhai                            | Zarma & Songhai                            |                                            | 21%                                        | 21%                                        |
| Tuareg                                     | Tuareg                                     |                                            | 9.3%                                       | 9.3%                                       |
| Fula                                       | Fula                                       |                                            | 8.5%                                       | 8.5%                                       |
| Kanuri                                     | Kanuri                                     |                                            | 4.7%                                       | 4.7%                                       |
| Toubou                                     | Toubou                                     |                                            | 0.4%                                       | 0.4%                                       |
| Arab                                       | Arab                                       |                                            | 0.4%                                       | 0.4%                                       |
| Gurma                                      | Gurma                                      |                                            | 0.4%                                       | 0.4%                                       |
| Altele                                     | Altele                                     |                                            | 0.1%                                       | 0.1%                                       |

Ca în majoritatea țărilor din Africa Occidentală, Nigerul are o mare varietate de grupuri etnice. Structura etnică a Nigerului în 2001 era după cum urmează: hausa (55,4%), zarma și songhay (21%), tuareg (9,3%), fula (8,5%), kanuri manga (4,7%) %), tubu (0,4%), arabi (0,4%), gourmantche (0,4%), altele (0,1%).[106] Zarma și songhay domină regiunile Dosso, Tillabéri și Niamey, hausa domină regiunile Zinder, Maradi și Tahoua, kanuri manga domină regiunea Diffa, iar tuaregii domină regiunea Agadez din nordul Nigerului.

### Limbi
Franceza, moștenită din perioada colonială, este limba oficială. Este vorbită în principal ca a doua limbă de către persoanele care au primit o educație occidentală formală și servește ca limba administrativă. Nigerul este membru al Organizației Internaționale a Francofoniei din 1970.
Nigerul are zece limbi naționale recunoscute, și anume arabă, buduma, fulfulde, gourmanchéma, hausa, kanuri, zarma și songhay, tamasheq, tassawaq, tebu. Fiecare este vorbită ca primă limbă în primul rând de grupul etnic cu care este asociat. Hausa și zarma-songhay, cele două limbi cele mai vorbite, sunt vorbite pe scară largă în toată țara ca prima sau a doua limbă.

### Religie
| Religia în Niger | Religia în Niger | Religia în Niger | Religia în Niger | Religia în Niger |
| ---------------- | ---------------- | ---------------- | ---------------- | ---------------- |
| religie          |                  |                  | procent          |                  |
| Islam            | Islam            |                  | 99.3%            | 99.3%            |
| Creștinism       | Creștinism       |                  | 0.3%             | 0.3%             |
| Animism          | Animism          |                  | 0.2%             | 0.2%             |
| Nereligioși      | Nereligioși      |                  | 0.1%             | 0.1%             |

Nigerul este o țară laică, iar separarea dintre stat și religie este garantată de articolele 3 și 175 din Constituția din 2010, care dictează că modificările sau revizuirile viitoare nu pot modifica natura laică a republicii Niger. Libertatea religioasă este protejată de articolul 30 din aceeași constituție. Islamul, răspândit în regiune încă din secolul al X-lea, a modelat foarte mult cultura și obiceiurile poporului din Niger. Islamul este cea mai dominantă religie, practicată de 99,3% din populație conform recensământului din 2012.
Celelalte două religii principale ale Nigerului sunt creștinismul, practicat de 0,3% din populație, și animismul (credințele religioase tradiționale indigene), practicat de 0,2% din populație. Creștinismul a fost stabilit mai devreme în țară de misionari în anii coloniali francezi. Sunt prezente și alte comunități de expatriați creștini urbani din Europa și Africa de Vest. Persecuția religioasă este rară în Niger, care se află pe ultimul loc (#50) pe lista mondială de supraveghere pentru gravitatea persecuției cu care se confruntă creștinii pentru că își urmăresc în mod activ credința.
Numărul de practicanți animisți este un punct de dispută. Până la sfârșitul secolului al XIX-lea, o mare parte din centrul de sud al națiunii nu a fost atins de islam, iar convertirea unor zone rurale a fost doar parțială. Există încă zone în care festivalurile și tradițiile bazate pe credințele animiste (cum ar fi religia Bori) sunt practicate de comunitățile musulmane sincretice (în unele zone Hausa, precum și printre unii păstori Toubou și Wodaabe), spre deosebire de câteva comunități mici care își mențin religia pre-islamică. Acestea includ comunitatea Maouri vorbitoare de hausa (sau Azna, cuvântul hausa pentru „păgân”) din Dogondoutchi în sud-sud-vest și manga vorbitoare de kanuri lângă Zinder, ambele practică variații ale religiei preislamice Hausa Maguzawa. Există, de asemenea, câteva mici comunități animiste Boudouma și Songhay în sud-vest.

#### Islam
Majoritatea musulmanilor din Niger sunt sunniți, 7% sunt șiiți, 5% sunt ahmadiyya și 20% sunt neconfesionali. Islamul a fost răspândit în ceea ce este acum Niger începând cu secolul al XV-lea, atât prin expansiunea Imperiului Songhai în vest, cât și prin influența comerțului trans-saharian care venea din Maghreb și Egipt. Expansiunea tuaregilor din nord, culminând cu ocuparea oazelor din estul îndepărtat din Imperiul Kanem-Bornu în secolele al XVII-lea, a răspândit practici distincte berbere.

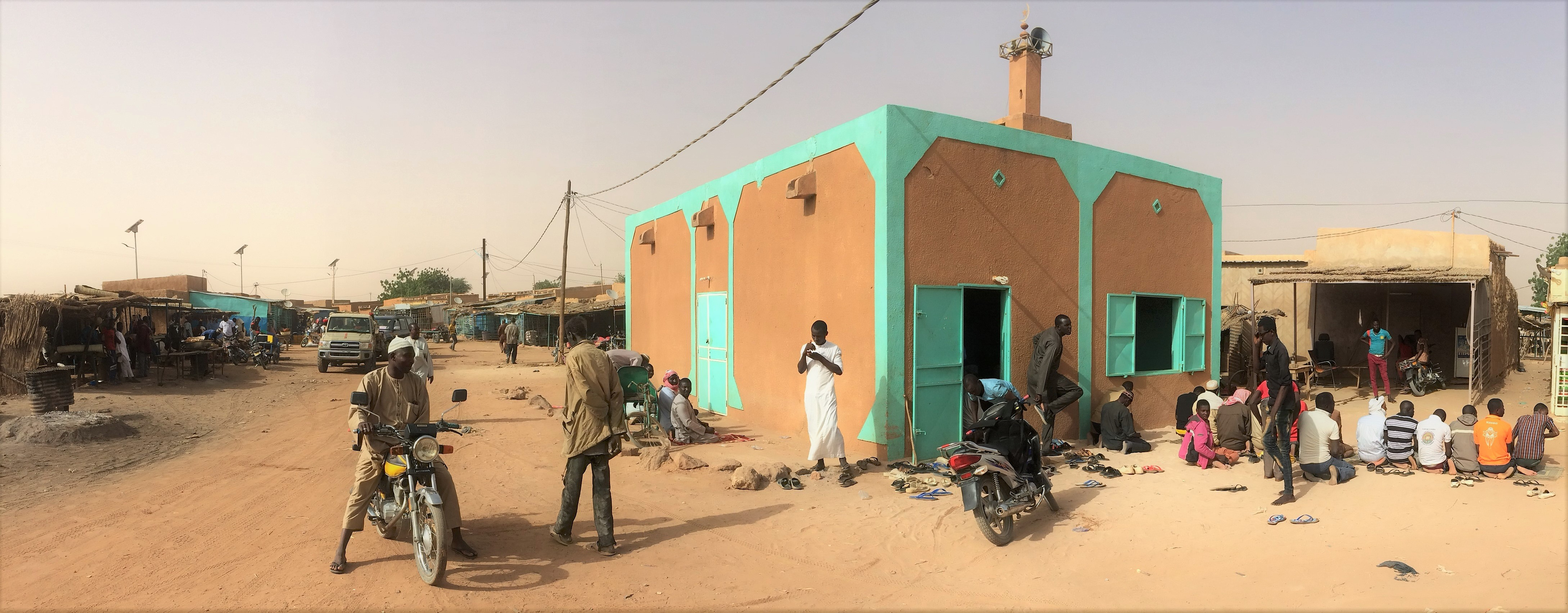
Moschee mică din Filingue

Atât zonele Zarma, cât și cele Hausa au fost foarte influențate de frățiile sufite conduse de Fula din secolele al XVIII-lea și al XIX-lea, în special califatul Sokoto (în Nigeria de astăzi). Practica musulmană modernă din Niger este adesea legată de frățiile sufite Tijaniyyah, deși există grupuri minoritare mici legate de ordinele sufite Hammallism și Nyassist în vest și Sanusiya în nord-estul îndepărtat.
Un mic centru de adepți ai mișcării salafite în cadrul islamului sunnit a apărut în ultimii treizeci de ani, în capitală și în Maradi. Aceste grupuri mici, legate de grupuri similare din Jos, Nigeria, au devenit cunoscute public în anii 1990 în timpul unei serii de revolte religioase.
În ciuda acestui fapt, Nigerul menține o tradiție ca stat laic, protejat de lege. Relațiile interreligioase sunt considerate foarte bune, iar formele de islam practicate în mod tradițional în cea mai mare parte a țării sunt marcate de toleranța față de alte credințe și lipsa de restricții asupra libertății personale. Alcoolul, cum ar fi Bière Niger produs local, este vândut în mod deschis în cea mai mare parte a țării.

### Educația

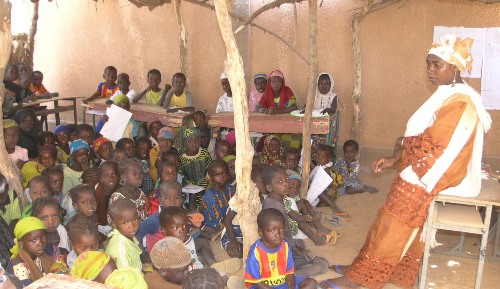
O clasă primară în Niger

Rata de alfabetizare din Niger este printre cele mai scăzute din lume; în 2005, a fost estimată a fi de doar 28,7% (42,9% bărbați și 15,1% femei). Învățământul primar în Niger este obligatoriu timp de șase ani. Înscrierea la școala primară și ratele de participare sunt scăzute, în special pentru fete. În 1997, rata brută de înscriere primară a fost de 29,3 la sută, iar în 1996, rata netă de înscriere primară a fost de 24,5 la sută.
Aproximativ 60% dintre copiii care termină școala primară sunt băieți, deoarece majoritatea fetelor frecventează rar școala pentru mai mult de câțiva ani. Copiii sunt adesea forțați să muncească mai degrabă decât să meargă la școală, în special în perioadele de plantare sau de recoltare. Copiii nomazi din nordul țării nu au adesea acces la școli.

### Sănătatea
Rata mortalității infantile în Niger (decese în rândul copiilor cu vârste cuprinse între 1 și 4 ani) este ridicată (248 la 1.000) din cauza condițiilor de sănătate în general precare și a alimentației inadecvate pentru majoritatea copiilor din țară. Potrivit organizației Salvați Copiii, Nigerul are cea mai mare rată a mortalității infantile din lume.

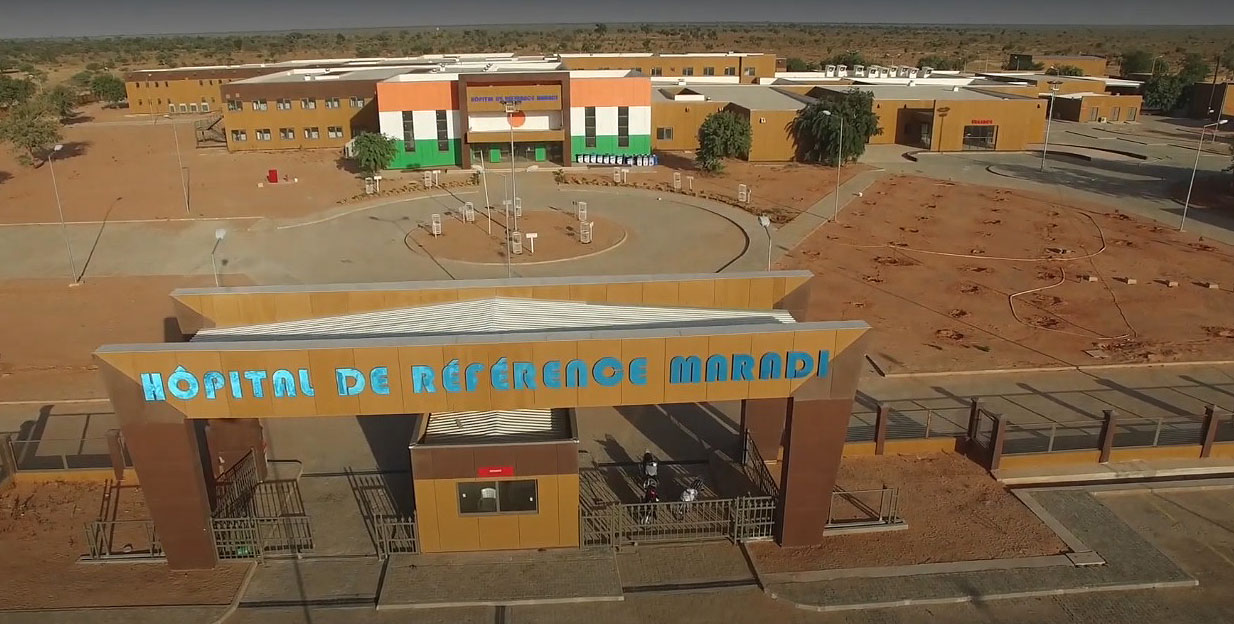
Spitalul de recomandare din Maradi

Nigerul are, de asemenea, cea mai mare rată a fertilității din lume (6,49 nașteri per femeie, conform estimărilor din 2017); acest lucru a dus la situația ca aproape jumătate (49,7%) din populația nigeriană să aibă sub 15 ani în 2020. Nigerul are a 11-a cea mai mare rată a mortalității materne din lume, cu 820 de decese/100.000 de născuți vii. În 2006 erau 3 medici și 22 de asistente la 100.000 de persoane.
Apa potabilă curată este limitată conform standardelor globale, cu diferențe semnificative între zonele urbane și cele rurale. În Indicele dezvoltării umane al ONU, Nigerul se află în partea de jos a clasamentului. Seceta și deșertificarea afectează multe țări. Desigur, apa curată este importantă pentru o societate și o economie sigure. 92% din populație trăiește în zonele rurale din regiunea Tillabéri de-a lungul frontierei de vest și există o penurie cronică de apă curată, în special în timpul sezonului cald, când temperaturile depășesc în mod regulat 40 de grade Celsius.
Doar 40% din cei 30.000 de locuitori din Téra, un oraș la nord-vest de capitala țării Niamey și aproape de granița cu Burkina Faso, au acces la o infrastructură publică de apă funcțională. Société de Patrimoine des Eaux du Niger (SPEN), compania de apă din Niger, a deschis zece foraje și a construit o stație de tratare a apei în 2018 pentru a furniza apă potabilă în Téra și zonele învecinate. Aprovizionarea cu apă s-a terminat aproximativ un an mai târziu, iar instalația de tratare a apei a fost închisă.
Cu ajutorul unui fond de donații din partea guvernului olandez, Banca Europeană de Investiții colaborează cu compania națională din Niger pentru a găsi soluții la problemele legate de apă din această țară. Banca Mondială a identificat Nigerul drept una dintre cele 18 regiuni fragile ale Africii Subsahariane. Banca UE are o istorie de investiții în regiuni ca acestea.
Banca Europeană de Investiții și Autoritatea pentru Apă din Niger analizează două opțiuni pentru a face față penuriei de apă din Téra. Prima soluție este să se repare rezervorul de apă de la marginea orașului. O altă soluție este tratarea și transportul apei din râul Niger, care se află la mai bine de 100 de kilometri spre est. Satele dintre Téra și râul Niger vor avea, de asemenea, acces la canalizare. Banca Europeană de Investiții va analiza, de asemenea, energia regenerabilă ca o modalitate de a economisi costuri.

## Cultura

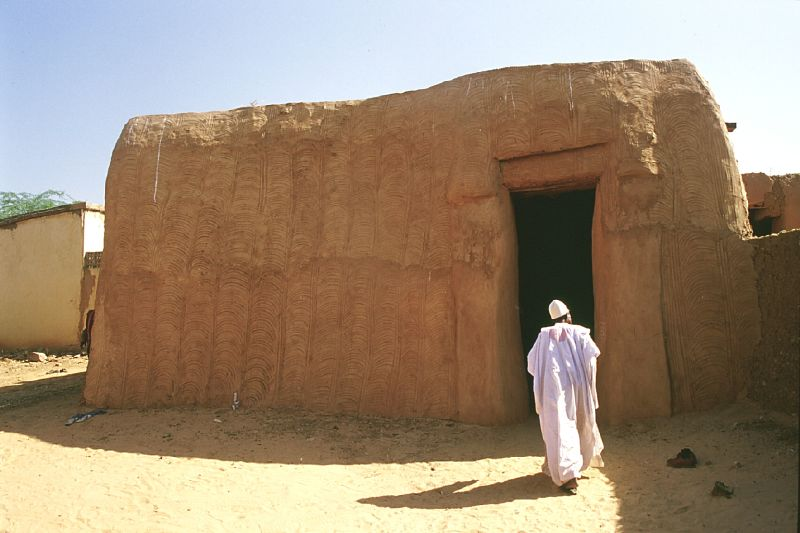
Casă tradițională din Zinder

Cultura nigeriană este marcată de variație, dovadă a intersectărilor culturale pe care colonialismul francez le-a format într-un stat unificat de la începutul secolului al XX-lea. Ceea ce este acum Nigerul a fost creat din patru zone culturale distincte în epoca precolonială: Zarma și Songhai dominau valea râului Niger în sud-vest; periferia nordică a Hausalandului, formată în mare parte din acele state care rezistaseră califatului Sokoto și se întindea de-a lungul lungii granițe de sud cu Nigeria; bazinul lacului Ciad și Kaouar în estul îndepărtat, populate de fermieri Kanuri și păstori Toubou care făcuseră odată parte din Imperiul Kanem-Bornu; și nomazii tuaregi din munții Aïr și deșertul saharian din nordul vast.
Fiecare dintre aceste comunități, împreună cu grupuri etnice mai mici, precum pastoralul Wodaabe Fula, și-au adus propriile tradiții culturale în noul stat Niger. În timp ce guvernele succesive de după independență au încercat să creeze o cultură națională comună, aceasta s-a format lent, în parte pentru că marile comunități nigeriene au propriile lor istorii culturale și în parte pentru că grupurile etnice nigeriene, cum ar fi hausa, tuareg și kanuri fac parte din comunitățile etnice mai mari care trec granițele introduse sub colonialism.
Până în anii 1990, guvernul și politica au fost dominate excesiv de Niamey și de populația Zarma din regiunea înconjurătoare. În același timp, pluralitatea populației, din ținuturile de graniță Hausa dintre Birni-N'Konni și Maine-Soroa, a privit, din punct de vedere cultural, mai mult către Hausaland din Nigeria decât către Niamey. Între 1996 și 2003, frecvența la școala primară a fost de aproximativ 30%, 36% dintre bărbați și doar 25% dintre femei. Educația suplimentară are loc prin medrese.

### Festivaluri și evenimente culturale

#### FestivalulGuérewol

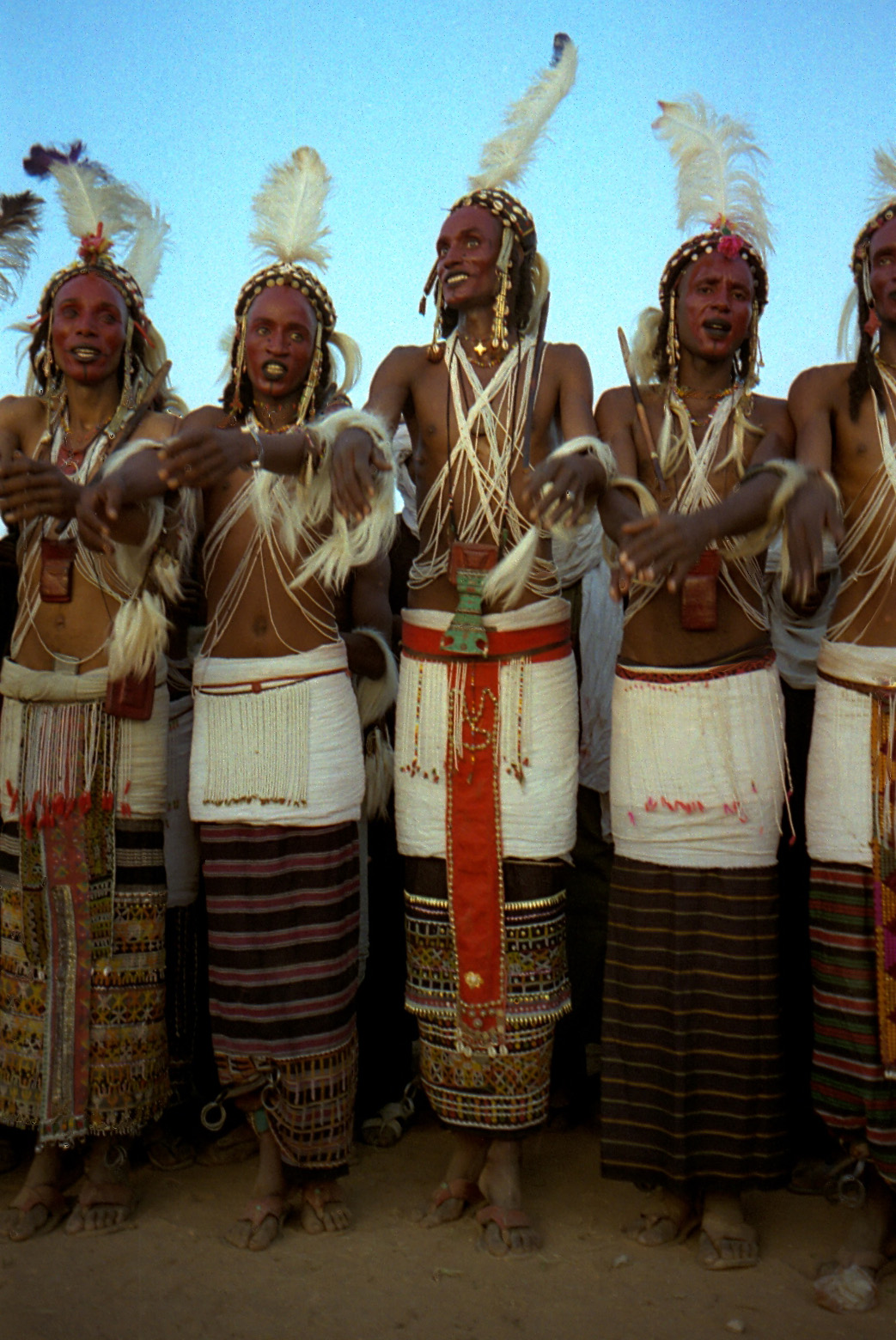
Participanți în Guérewol dansează dansul Guérewol, 1997.

Festivalul Guérewol este un eveniment cultural tradițional Wodaabe care are loc în Abalak în regiunea Tahoua sau Ingall în regiunea Agadez. Este un ritual tradițional anual de curtare practicat de poporul Wodaabe (Fula) din Niger. În timpul acestei ceremonii, tineri îmbrăcați cu ornamente elaborate și machiați pe față în pictura tradițională se adună în rânduri pentru a dansa și a cânta, concurând pentru atenția tinerelor care se căsătoresc. Festivalul Guérewol este o atracție internațională și a fost prezentat în filme și reviste precum National Geographic.

#### FestivalulCure Salée
„La Cure salée” este un festival anual al nomazilor tuareg și wodaabe din Ingall, regiunea Agadez, în mod tradițional, pentru a sărbători sfârșitul sezonului ploios. Timp de trei zile, festivalul prezintă o paradă a călăreților tuaregi, urmată de curse de cămile și cai, cântece, dansuri și povestiri.

### Media
Nigerul a început să dezvolte diverse mijloace mass-media la sfârșitul anilor 1990. Înainte de a Treia Republică, nigerienii aveau acces doar la mass-media controlată strict de stat. Acum în Niamey sunt publicate zeci de ziare și reviste; unele, cum ar fi Le Sahel, sunt administrate de guvern, în timp ce multe altele sunt critice la adresa guvernului. Radioul este cel mai important mijloc media, deoarece televizoarele depășesc puterea de cumpărare a multor săraci din mediul rural, iar analfabetismul împiedică presa scrisă să devină un mediu de masă.
Pe lângă serviciile de radio naționale și regionale ale radiodifuzorului de stat ORTN, există patru rețele de radio private care însumează peste 100 de posturi. Trei dintre ele — Grupul Anfani, Sarounia și Tenere — sunt rețele FM urbane în format comercial din marile orașe. Există, de asemenea, o rețea de peste 80 de posturi de radio comunitare răspândite în toate cele șapte regiuni ale țării, guvernate de Comité de Pilotage de Radios de Proximité (CPRP), o organizație a societății civile. Rețelele radio din sectorul independent sunt estimate în mod colectiv de oficialii CPRP că acoperă aproximativ 7,6 milioane de oameni, sau aproximativ 73% din populație (2005).
În afară de posturile de radio ale Nigerului, BBC Hause Service este ascultat pe FM în părți mari ale țării, în special în sud, aproape de granița cu Nigeria. Radio France Internationale retransmite și în franceză prin intermediul unora dintre posturile comerciale, prin satelit. Tenere FM are, de asemenea, un post național de televiziune independent cu același nume.
În ciuda libertății relative la nivel național, jurnaliștii din NIger spun că sunt adesea presați de autoritățile locale. Rețeaua ORTN de stat depinde financiar de guvern, parțial printr-o suprataxă la facturile de energie electrică și parțial prin subvenție directă. Sectorul este guvernat de Conseil Supérieur de Communications, înființat ca organism independent la începutul anilor 1990, din 2007 condus de Daouda Diallo. Grupurile internaționale pentru drepturile omului au criticat guvernul cel puțin din 1996 că folosește reglementările și poliția pentru a pedepsi criticile la adresa statului.

## Patrimoniu mondial UNESCO
Până în anul 2013 pe lista patrimoniului mondial UNESCO au fost incluse 3 obiective din această țară:
- Parcurile naționale Aïr și Ténéré (1991)
- Complexul W-Arly-Pendjari (1996, 2017)
- Centrul istoric din Agadez (2013)